# Franska protektoratet Tonkin
Franska protektoratet Tonkin var en fransk koloni i regionen Tonkin i norra Vietnam från 1883 och senare en beståndsdel i Franska Indokina fram till 1949.

## Geografi
Huvudfloden var Röda floden, vilken upprinner i Yunnan, inträder i Tonkin vid Lào Cai och därifrån flyter i sydöstlig riktning till Tonkinbukten. Det var denna flod, som i första hand riktade fransmännens uppmärksamhet på Tonkin, emedan man trodde, att den, såsom den kortaste
vattenvägen till Yunnan, skulle vara en lämplig transportväg för Yunnans tenn, koppar, silver och guld.
Större delen av flodens lopp ovanför Thanh Hoa är emellertid genom sina många forsar omöjlig att passera. Sedan Song Ca ("Vita floden") och Svarta floden upptagits, bildas nedanför Sơn Tây ett 15 000 km2 vidsträckt deltaland, vilket under regntiden till största delen sättes under vatten och producerar förträffligt ris. Från deltat utbreder sig mot norr och väster berg- eller platåland och längst västerut skogstrakter.
Hela Tonkin hade ett tropiskt, regnrikt klimat. Vintermånaderna var emellertid svalare än i t. ex. Gangesdeltat. Nederbörden kom med sydvästmonsunen under sommaren.
Huvudstad var Hanoi (83 870 invånare 1911), sedan 1902 tillika huvudstad för Franska Indokina. De viktigaste av de övriga städerna var Nam Dinh (omkr. 50 000 invånare 1911), vid en av Song Cas nedre grenar, och omkring 30 km från havet Haiphong, som genom kanaler och järnväg var förenat med Hanoi och Yunnan i Kina samt är den förras och Tonkins främsta hamn.

## Näringsliv
Till Hongkong exporterades mycket ris (1915 för 48,5 miljoner francs). För landet viktiga produkter var också råsilke (omkr. 1/2
miljoner kg om året), bomull, rörsocker, majs, kaffe och kardemumma. Stenkol bröts vid Hòn Gai på norra kusten samt flerstädes. Totala utförselvärdet för Tonkin var 1915 135,1 miljoner francs, införselns värde endast 26,6 miljoner.

## Befolkning
Befolkningen, vars antal 1911 uppskattades till 6 119 600, varav 7 554 européer, bestod huvudsakligen av vietnameser, kineser och laofolken närstående stammar i väster.